# Цімейко Орест Андрійович
О́рест Андрі́йович Ціме́йко (1941—2015) — український нейрохірург, доктор медичних наук (1993), професор; лікар вищої категорії, заслужений лікар України. Нейрохірург вищої категорії.

## З життєпису
Народився 1941 року у Перемишлі. У 1946 році були виселені всі українці (операція «Вісла»), і сім'я переїхала в Стрий Львівської області. Виростав в багатодітній сім'ї, але не полишав бажання здобути освіту хірурга.
Закінчив в 1958 році середню школу, працював 3 роки медичним статистиком у Дашавській районній лікарні. Тричі намагався вступити — до Станіславського, потім Івано-Франківського медичного інституту і став студентом в 1961 році. Протягом 1961—1963 років проходив військову службу в Радянській армії, після чого продовжив навчання в медичному інституті. Під час навчання працював у хірургічних гуртках, медбратом хірургічного відділення.
1969 року після закінчення медінституту направлений на роботу хірургом — у Петровську районну лікарню Кіровоградської області. 1970-го отримав пропозицію опанувати фах нейрохірурга й працювати в нейрохірургічному відділенні Кіровоградської обласної лікарні. Пройшов первинну спеціалізацію з нейрохірургії — у Київському інституті удосконалення лікарів. До 1972 року працював у Кіровоградській обласній лікарні. У 1972 році за конкурсом прийнятий до клінічної ординатури з нейрохірургії (при Київському інституті удосконалення лікарів), навчався під керівництвом професора Георгія Педаченка.
З 1974 по 1976 рік — аспірант Київського НДІ нейрохірургії. Опанував методики обстеження нейрохірургічних хворих і типових нейрохірургічних операцій.
Після навчання залишений працювати у Київському інституті нейрохірургії — молодший науковий співробітник. В 1977 році він захистив кандидатську дисертацію на тему «Ангіографічна діагностика забоїв головного мозку». З 1983 року працював старшим науковим співробітником.
З 1979 року починає займатися науковими і практичними проблемами судинної нейрохірургії. Під науковим керівництвом Ю. П. Зозулі за безпосередньою участю Цімейка почали розроблятися проблеми мікрохірургічного лікування ішемічних порушень мозкового кровообігу. Першим в Україні запровадив мікрохірургічні реконструктивні операції (при стенотично-оклюзивних ураженнях магістральних мозкових судин) удосконаливши існуючі методики.
Входив до наукової групи з координації й узагальнення результатів реваскуляризаційних операцій в СРСР.
Нагороджений почесним дипломом і бронзовою медаллю ВДНГ СРСР 1985 року — за розробку і впровадження у практику судинних відділень вітчизняного мікрошовного матеріалу.
Наукові розробки узагальннив у докторській дисертації «Реваскуляризаційні операції при оклюзійно-стенотичних ураженнях судин півкуль великого мозку» (1993). Три роки працював у Африці — в Камеруні.
З 1995 року — завідувач клініки хірургічного лікування патології судин головного мозку, операцій на мозкових судинах проведено було більше 3500. У відділі було розроблено і впроваджено сучасні методи диференційованого лікування (ендоваскулярного і мікрохірургічного) гострих порушень мозкового кровообігу, обумовленних ішемічними ураженнями, розривами артеріальних аневризм, артеріовенозних мальформацій (АВМ). Вперше в Україні були впроваджені міні-інвазивні хірургічні методики транслюмінальної ангіопластики з ендопротезуванням при стенотичних ураженнях сонних і хребтових артерій. Це дозволило підняти можливість нейрохірургічної допомоги при судинних захворюваннях в Україні до світового рівня.
Наукова робота у відділенні виконувалася в декількох напрямках:
- вивчалися можливості транслюмінальної ангіопластики, включаючи стентування, у профілактиці ішемічних інсультів при атеросклеротичних ураженнях сонних і хребтових артерій;
- проводилися експериментальні і клінічні дослідження з профілактики та лікування ангіо–спазму церебральних судин у гострий період розриву мішкоподібних артеріальних аневризм, у післяопераційний період і після мікрохірургічного виключення;
- удосконалювалося диференційоване лікування АВМ та МА різними методами (ендоваскулярним, мікрохірургічним або поєднанням обох методів) залежно від розмірів, локалізації, наявності супутньої внутрішньомозкової гематоми.

Автор понад 450 наукових праць, 8 винаходів, 35 рацпропозицій, 7 методичних рекомендацій.
Під його керівництвом виконано 8 кандидатських дисертацій.
Серед робіт:
- «Ангіографічна діагностика забоїв головного мозку» (1977)
- «Ускладнення на різних етапах видалення неврином УШ нерва і їх попередження» (1984)
- «Множинні ЕіКМА в лікуванні ішемічних уражень головного мозку» (1989)
- «Диференційований підхід до хірургічного лікування АВМ головного мозку» (1997)
- «Транскраніальні хірургічні втручання з приводу артеріальних аневризм головного мозку в гострому періоді субарахноїдальних крововиливів» (1999)
- «Результати хірургічного лікування та якість життя хворих, оперованих з приводу множинних артеріальних аневризм головного мозку» 2007, співавтори Скорохода І. І., Яковенко Людмила Миколаївна та Мороз В. В. (2007)

З дружиною Валентиною Михайлівною (кандидат медичних наук, невропатолог) виховали двох доньок — Ганну та Ірину.
Помер після важкої хвороби у день свого народження, 3 травня 2015 року.